# Esporte Clube Humaitá
Esporte Clube Humaitá é uma agremiação esportiva da cidade de Cáceres, Mato Grosso.

## História
O clube disputou o Campeonato Mato-Grossense de Futebol em 1980.

## Estatísticas

### Participações
| Competição  | Competição                | Temporadas | Melhor campanha    | Estreia | Última | P | R |
| Mato Grosso | Campeonato Mato-Grossense | 1          | 6º colocado (1980) | 1980    | 1980   | – | – |